# 桜の花、舞い上がる道を
「桜の花、舞い上がる道を」（さくらのはな、まいあがるみちを）は、エレファントカシマシの36枚目のシングル。

## 内容
- この楽曲は、2007年9月24日に名古屋ELLで開催されたライブで初披露された。
- 宮本浩次はこの曲を「一年かけて作り上げた、エレファントカシマシの一つの到達点」と表現し、インタビューでは「この曲で桜戦線に参入したい」、「一年近くかかったけれど、亀田（誠治）さんの所へ持っていったら、生まれて初めて一回でレコーディングが終わった」と語っている。また山崎洋一郎は「スケジュールの関係上、（2008年1月発売の）『STARTING OVER』には入らなかったが、スケール感の大きい名曲」であると話している。
- 亀田誠治がサウンドプロデュースを担当している。また近作において編曲、プロデュースを行っていた蔦谷好位置が初めて作曲者としてクレジットされている。編曲にメンバーが初めてクレジットされていない曲である。
- プロモーションビデオは番場秀一が監督を務めている。宮本の衣装は伊賀大介によるものである。
- 2008年2月15日放映のフジテレビの『僕らの音楽』にてテレビ初披露となった。
- リリースは通常盤の他に初回盤A、初回盤Bが同時発売され、初回盤にはそれぞれライブDVDが添付されているが、内容が異なる。またジャケットもそれぞれ異なる。

## 収録曲
1. 桜の花、舞い上がる道を
作詞:宮本浩次 作曲:宮本浩次/蔦谷好位置 編曲:亀田誠治
東京新聞CF曲
2. それを愛と呼ぶとしよう
作詞・作曲:宮本浩次 編曲:YANAGIMAN, エレファントカシマシ
3. 桜の花、舞い上がる道を [Instrumental]
4. それを愛と呼ぶとしよう [Instrumental]

### 初回限定盤DVD A
- rockin' on presents COUNTDOWN JAPAN 07/08 幕張メッセ国際展示場 2007.12.29より

1. 今はここが真ん中さ!
2. 今宵の月のように
3. 翳りゆく部屋
4. 俺たちの明日

### 初回限定盤DVD B
- 新春ライブ2008 ZEPP TOKYO 2008.1.6より

1. おはようこんにちは
2. 太陽の季節
3. 花男
4. デーデ